# 伊藤政之助
伊藤 政之助（いとう まさのすけ、1877年（明治10年）8月21日 - 1954年（昭和29年）8月27日）は、日本の陸軍軍人。最終階級は陸軍少将。

## 経歴
秋田県出身。農業・伊藤四郎兵衛の長男として生まれる。小学校4年中退を経て、1897年（明治30年）8月、陸軍教導団歩兵科を卒業。1900年（明治33年）11月、陸軍士官学校（12期）を卒業。翌年6月、歩兵少尉に任官し歩兵第16連隊付となる。1904年（明治37年）2月、歩兵第15旅団副官に就任し、翌月から1905年（明治38年）12月まで日露戦争に出征した。
1905年12月、陸軍戸山学校教官に就任。歩兵第66連隊中隊長を経て、1915年（大正4年）6月、歩兵少佐に進み歩兵第5連隊付となる。1916年（大正5年）4月、歩兵第26連隊大隊長に転じ、1918年（大正7年）8月から1919年（大正8年）4月までシベリア出兵に従軍し、歩兵中佐に昇進して歩兵第27連隊付となる。1923年（大正12年）8月、歩兵大佐に進級して若松連隊区司令官に就任。1925年（大正14年）5月1日、若松連隊区の廃止に伴い歩兵第29連隊付に発令。同年8月、近衛師団司令部付（東京商大配属将校）となり、1928年（昭和3年）8月、陸軍少将に進級と同時に待命となり、同月予備役に編入され、1940年（昭和15年）4月に退役した。
その後、1941年（昭和16年）立命館大学国防学研究所員となった。1947年（昭和22年）11月28日、公職追放仮指定を受けた。

## 栄典
位階
- 1901年（明治34年）10月10日 - 正八位[7]

勲章等
- 1928年（昭和3年）7月30日 - 旭日中綬章[8]
- 1940年（昭和15年）8月15日 - 紀元二千六百年祝典記念章[9]

## 著作
- 『現地戦術』上・下巻、陸軍士官学校将校集会所、1915年。
- 『憂国の叫び大講演集』宮本武林堂、1925年。
- 『戦術戦史講話』同文館、1926年。
- 『名将奈破崙の戦略と外交』同文館、1927年。
- 『軍事講話世界大戦』兵用図書、1930年。
- 『軍事科学講座 第3篇』文藝春秋社、1932年。
- 『現代の陸軍』大日本図書、1936年。
- 『世界戦争史』全10巻 戰爭史刊行會、 1939年。（1984年 - 1985年に原書房より再刊）
- 『ナポレオン戦史』(国防科学叢書 ; 26) ダイヤモンド社、1942年。
- 『西洋近代戦史』(国防科学叢書 ; 27) ダイヤモンド社、1942年。
- 『戦略と戦術』皇国青年教育協会、1942年。
- 『奈破翁と秀吉の戦略比較論』(総力戦叢書 ; 第4冊) 冨山房、1943年。
- 『決戦 軍略 史話』内外書房、1943年。
- 『輓近十大戰爭』歐亞通信社、1944年。

共著
- 冨岡直方『白虎隊』三省堂、1939年。

## 親族
- 妻 伊藤露（石原純の妹）[1]